# Saut des Trois Cornes
Le saut des Trois Cornes est une chute d'eau située sur le cours de la rivière Moustique, sur le territoire de la commune de Sainte-Rose sur l'île de Basse-Terre en Guadeloupe.

## Description
Le saut des Trois Cornes est sur un méandre de la rivière Moustique et non sur son cours principal. La chute d'eau est partagée par un rocher central format trois jets. 
Elle est accessible à partir de Sofaïa par une courte randonnée de 3 km souvent boueuse. C'est une des cascades les plus visitées par les touristes en Guadeloupe.